# خسوس وایخو
خسوس وایخو (به اسپانیایی: Jesús Vallejo‎ Lázaro؛ زادهٔ ۵ ژانویهٔ ۱۹۹۷) بازیکن فوتبال اهل اسپانیا است که در پست مدافع میانی بازی می کند. 
از باشگاه‌هایی که در آن بازی کرده‌است می‌توان به رئال مادرید، رئال ساراگوسا و آینتراخت فرانکفورت و ولورهمپتون واندررز اشاره کرد.

## دوران باشگاهی

### ساراگوسا
وایخو متولد ساراگوسا، آراگون، در سال ۲۰۰۸ در ۱۱ سالگی به تیم جوانان رئال ساراگوسا پیوست.
در ۲۳ اوت ۲۰۱۴، قبل از اینکه حتی برای ذخیره‌ها ظاهر شود، وایخو اولین بازی حرفه‌ای خود را انجام داد و در تساوی ۰–۰ در Recreativo de Huelva در Segunda División شروع کرد. در ۲۶ دسامبر، او قرارداد خود را تا سال ۲۰۱۹ تمدید کرد.
وایخو اولین گل حرفه‌ای خود را در ۵ آوریل ۲۰۱۵ به ثمر رساند، آخرین گل در تساوی ۱–۱ خارج از خانه مقابل سی دی تنریف. او برای آن مسابقه توسط مدیر رانکو پوپوویچ کاپیتان تیم منصوب شد و پس از آن در این نقش باقی ماند.

### رئال مادرید
در ۳۱ ژوئیه ۲۰۱۵، وایخو قراردادی شش ساله با رئال مادرید به مبلغ ۶ میلیون یورو امضا کرد و بلافاصله به مدت یک سال به ساراگوسا قرض داده شد. تابستان بعد، پس از موافقت با یک قرارداد قرضی یک ساله با باشگاه آلمانی اینتراخت فرانکفورت، به خارج از کشور نقل مکان کرد.

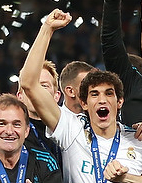
وایخو در حال جشن گرفتن لیگ قهرمانان اروپا ۲۰۱۸ با رئال مادرید در سال ۲۰۱۸

اولین حضور وایخو در بوندسلیگا در ۲۷ اوت ۲۰۱۶ انجام شد، زیرا او به‌عنوان یک تعویض دیرهنگام در پیروزی ۱–۰ خانگی مقابل اف سی شالکه ۰۴ به میدان آمد. او اولین گل خود را نیز از روی نیمکت به ثمر رساند و به تساوی ۲–۲ مقابل RB Laipzig نیز در Commerzbank-Arena در آخرین بازی فصل کمک کرد.
در ۷ ژوئیه ۲۰۱۷، وایخو به‌عنوان بازیکن رئال مادرید و عضو تیم اصلی برای رقابت‌های آینده معرفی شد. او پیراهن شماره ۳ را که قبلاً توسط پپه پوشیده شده بود، تحویل گرفت. اولین بازی رسمی او در ۲۶ اکتبر انجام شد، زمانی که او شروع کرد و در آخرین دقیقه پیروزی ۲–۰ خارج از خانه مقابل سی اف فوئنلابرادا در کوپا دل ری از بازی اخراج شد. اولین حضور او در لالیگا ده روز بعد رخ داد، زمانی که او با سرخیو راموس در شکست خانگی ۳–۰ از لاس پالماس شریک شد.
وایخو که از مصدومیت ناچو و محرومیت راموس سود می‌برد، اولین بازی خود را در لیگ قهرمانان اروپا در ۱۱ آوریل ۲۰۱۸ انجام داد و در کل باخت خانگی ۱–۳ مقابل یوونتوس را تجربه کرد. در بازی دوم مرحله یک چهارم نهایی، که هنوز در مجموع با نتیجه ۴–۳ به مرحله چهار پایانی راه یافتند. این تنها حضور او بود، زیرا مادرید سومین عنوان متوالی و سیزدهمین عنوان کلی خود را در مسابقات کسب کرد.
در ۲۷ ژوئیه ۲۰۱۹، وایخو به‌صورت قرضی یک فصل به تیم لیگ برتر انگلیس ولورهمپتون واندررز نقل مکان کرد. او اولین بازی رقابتی خود را در ۱۵ اوت، در پیروزی ۴–۰ خانگی مقابل اف سی پیونیک در دور سوم مقدماتی لیگ اروپای یوفا انجام داد. او اولین بازی خود در لیگ برتر را در ۱۴ سپتامبر انجام داد و ۹۰ دقیقه کامل را در باخت ۵–۲ مقابل چلسی در مولینوکس انجام داد. او یک بازی دیگر در لیگ انجام داد، اما دوباره به جز برای یک بازی در جام EFL در تیمی که عمدتاً از بازیکنان ذخیره تشکیل شده بود، استفاده نشد.
در ابتدای پنجره نقل و انتقالات ژانویه، نونو اسپریتو سانتو، سرمربی ولوز تأیید کرد که احتمال جدایی وایخو وجود دارد و افزود که این مدافع "لحظاتی داشت که بازی کرد، لحظاتی که عملکرد خوبی داشت و برخی از لحظات عملکرد خوبی نداشت. … واضح است که نتیجه نداد». در ۲۴ ژانویه ۲۰۲۰، او تا ژوئن به گرانادا سی اف از سطح برتر اسپانیا قرض داده شد؛ در ۱۸ اوت، این انتقال برای یک سال دیگر تمدید شد، و او ۱۲ بار در لیگ برتر بازی کرد. دور یک چهارم نهایی اندلس در لیگ اروپا برای مجموع ۳۷ بازی در طول کمپین.
به‌دلیل محرومیت‌ها و مصدومیت‌ها، وایخو در پیروزی خانگی ۴–۰ مقابل اسپانیول در ۳۰ آوریل ۲۰۲۲ شروع کرد زیرا رئال مادرید سی و پنجمین عنوان قهرمانی لیگ خود را به‌دست آورد و با کاسمیرو در خط دفاع مرکزی شریک شد. با این حال، او تنها هشت بازی رقابتی در طول فصل انجام داد.

## دوران بین‌المللی
در ۷ مارس ۲۰۱۳، وایخو با تیم زیر ۱۶ سال اسپانیا در یک بازی دوستانه با مجارستان ظاهر شد. او اولین بازی خود را برای تیم‌های زیر ۲۱ ساله‌ها در ۲۶ مارس ۲۰۱۵ در ۱۸ سالگی به‌دست آورد.
وایخو چهار بار برای نایب قهرمان نهایی مسابقات زیر ۲۱ سال ۲۰۱۷ انتخاب شد. حتی با وجود اینکه او بخشی از تیم ۲۳ نفره برای فینال جام جهانی ۲۰۱۸ نبود، توسط جولن لوپتگی سرمربی تیم ملی برای بازی دوستانه با سوئیس که در ۳ ژوئن برگزار می‌شود انتخاب شد.
وایخو یکی از ۲۲ بازیکنی بود که توسط تیم زیر ۲۳ سال برای بازی‌های المپیک تابستانی ۲۰۲۰ انتخاب شد که به‌دلیل همه‌گیری کووید-۱۹ تا تابستان ۲۰۲۱ به تعویق افتاد.

## آمار باشگاهی
تا تاریخ ۸ اکتبر ۲۰۲۳
| عملکرد                   | عملکرد                   | عملکرد                   | لیگ  | لیگ | جام‌حذفی | جام‌حذفی | قاره‌ای | قاره‌ای | مجموع | مجموع |
| فصل                      | باشگاه                   | لیگ                      | بازی | گل  | بازی    | گل      | بازی   | گل     | بازی  | گل    |
| ------------------------ | ------------------------ | ------------------------ | ---- | --- | ------- | ------- | ------ | ------ | ----- | ----- |
| ۲۰۱۴–۲۰۱۵                | ساراگوسا                 | لالیگا                   | ۳۱   | ۱   | ۰       | ۰       | ۰      | ۰      | ۳۱    | ۱     |
| ۲۰۱۵–۲۰۱۶                | ساراگوسا                 | لالیگا                   | ۲۰   | ۰   | ۰       | ۰       | ۰      | ۰      | ۲۰    | ۰     |
| مجموع ساراگوسا           | مجموع ساراگوسا           | مجموع ساراگوسا           | ۵۱   | ۱   | ۰       | ۰       | ۰      | ۰      | ۵۱    | ۱     |
| ۲۰۱۶–۲۰۱۷                | آینتراخت فرانکفورت       | بوندسلیگا                | ۲۵   | ۱   | ۲       | ۰       | ۰      | ۰      | ۲۷    | ۱     |
| مجموع آینتراخت فرانکفورت | مجموع آینتراخت فرانکفورت | مجموع آینتراخت فرانکفورت | ۲۵   | ۱   | ۲       | ۰       | ۰      | ۰      | ۲۷    | ۱     |
| ۲۰۱۷–۲۰۱۸                | رئال مادرید              | لالیگا                   | ۷    | ۰   | ۴       | ۰       | ۱      | ۰      | ۱۲    | ۰     |
| ۲۰۱۸–۲۰۱۹                | رئال مادرید              | لالیگا                   | ۵    | ۱   | ۱       | ۰       | ۱      | ۰      | ۷     | ۱     |
| ۲۰۲۱–۲۰۲۲                | رئال مادرید              | لالیگا                   | ۵    | ۰   | ۱       | ۰       | ۲      | ۰      | ۸     | ۰     |
| ۲۰۲۲–۲۰۲۳                | رئال مادرید              | لالیگا                   | ۱    | ۰   | ۱       | ۰       | ۱      | ۰      | ۳     | ۰     |
| مجموع رئال مادرید        | مجموع رئال مادرید        | مجموع رئال مادرید        | ۱۸   | ۱   | ۷       | ۰       | ۵      | ۰      | ۳۰    | ۱     |
| ۲۰۱۹–۲۰۲۰                | ولورهمپتون               | لیگ جزیره                | ۲    | ۰   | ۱       | ۰       | ۳      | ۰      | ۶     | ۰     |
| مجموع ولورهمپتون         | مجموع ولورهمپتون         | مجموع ولورهمپتون         | ۲    | ۰   | ۱       | ۰       | ۳      | ۰      | ۶     | ۰     |
| ۲۰۱۹–۲۰۲۰                | گرانادا                  | لالیگا                   | ۱۱   | ۰   | ۳       | ۰       | ۰      | ۰      | ۱۴    | ۰     |
| ۲۰۲۰–۲۰۲۱                | گرانادا                  | لالیگا                   | ۲۱   | ۰   | ۴       | ۰       | ۱۲     | ۰      | ۳۷    | ۰     |
| ۲۰۲۳–۲۰۲۴                | گرانادا                  | لالیگا                   | ۲    | ۰   | ۰       | ۰       | ۰      | ۰      | ۲     | ۰     |
| مجموع گرانادا            | مجموع گرانادا            | مجموع گرانادا            | ۳۴   | ۰   | ۷       | ۰       | ۱۲     | ۰      | ۵۳    | ۰     |
| مجموع آمار               | مجموع آمار               | مجموع آمار               | ۱۳۴  | ۳   | ۱۷      | ۰       | ۲۰     | ۰      | ۱۷۱   | ۳     |

## افتخارات

### باشگاهی
رئال مادرید
- لا لیگا (۱): ۲۲–۲۰۲۱[۳][۴]
- سوپر جام اسپانیا (۱): ۲۲–۲۰۲۱[۵]
- لیگ قهرمانان اروپا (۲): ۱۸–۲۰۱۷،[۶] ۲۲–۲۰۲۱[۷]
- سوپرجام اروپا (۱): ۲۰۱۷[۸]
- جام باشگاه‌های جهان (۲): ۲۰۱۷،[۹] ۲۰۱۸[۱۰]

### ملی
زیر ۱۹ سال اسپانیا
- جام ملت‌های اروپا فوتبال زیر ۱۹ سال (۱): ۲۰۱۵[۱۱]

زیر ۲۱ سال اسپانیا
- جام ملت‌های اروپا فوتبال زیر ۲۱ سال (۱): ۲۰۱۹[۱۲]؛ نایب‌قهرمانی ۲۰۱۷[۱۳]

زیر ۲۳ سال اسپانیا
- المپیک تابستانی (مدال نقره): ۲۰۲۰[۱۴]